# Tetratheca bauerifolia
Tetratheca bauerifolia (лат.) — вечнозелёное растение, вид рода Tetratheca семейства Элеокарповые (Elaeocarpaceae), эндемик Австралии. Небольшой компактный кустарник с розово-лиловыми цветами..

## Ботаническое описание
Tetratheca bauerifolia — небольшой кустарник высотой до 30 см с угловатыми или игольчатыми стеблями, покрытыми щетинистыми, короткими, изогнутыми или завитыми волосками, обычно менее 0,5 мм в длину. Листья от овальной до узкоэллиптической формы, расположены вдоль ветвей мутовками по 4–6, обычно 4–10 мм в длину и 2–3 мм в ширину, сидячие. Цветки в основном расположены поодиночке на крючковатом цветоносе, лепестки лилово-розовые длиной 6–10 мм с более тёмными гладкими чашелистиками длиной 1,5–2 мм. Цветёт с сентября по ноябрь. Плоды сердцеобразной или более или менее клиновидной формы длиной 5–8 мм.

## Таксономия
Tetratheca bauerifolia впервые официально описана немецким естесствоиспытателем, служившим ботаником правительства Виктории, Фердинандом фон Мюллером в 1853 году в Synopsis Tremandrearum.

## Распространение и местообитание
Tetratheca bauerifolia — эндемик Австралии. Растёт в основном на больших высотах в эвкалиптовых лесах в скалистых местах к югу от Хилл-Энд в Новом Южном Уэльсе. Широко распространён в восточной Виктории, обычно в скалистых местах или в открытых лесах.